# Flora y fauna (serie filatélica)
Flora y fauna es el nombre de una serie filatélica emitida por la Sociedad Estatal Correos y Telégrafos de España entre los años 2006 y 2009, dedicada a los ejemplares más significativos de la flora y fauna que habitan en la península ibérica. En total fueron puestos en circulación 32 sellos en 17 fechas de emisión diferentes.

## Descripción
| Fecha de emisión | Nombre del sello (descripción)                    | Dimensiones (mm) | Valor facial (en €) |
| ---------------- | ------------------------------------------------- | ---------------- | ------------------- |
| 20.01.2006       | 1) Un clavel rojo (Dianthus caryophyllus)         | 24,5 × 35        | 0,28                |
| 01.02.2006       | 1) Un gorrión (Passer domesticus)                 | 24,5 × 35        | A                   |
| 01.04.2006       | 1) Un jilguero (Carduelis carduelis)              | 24,5 × 35        | 0,29                |
| 01.04.2006       | 2) La planta ave del paraíso (Strelitzia reginae) | 24,5 × 35        | 0,38                |
| 05.07.2006       | 1) El verderón común (Carduelis chloris)          | 24,5 × 35        | 0,29                |
| 05.07.2006       | 2) Un lirio morado (familia de las Iridáceas)     | 24,5 × 35        | 0,41                |
| 04.10.2006       | 1) La flor de Pascua (Euphorbia pulcherrima)      | 24,5 × 35        | 0,29                |
| 04.10.2006       | 2) La golondrina (Hirundo rustica)                | 24,5 × 35        | 0,29                |
| 20.01.2007       | 1) La abubilla (Upupa epops)                      | 24,5 × 35        | 0,30                |
| 20.01.2007       | 2) Una rosa roja (familia de las Rosáceas)        | 24,5 × 35        | 0,39                |
| 02.04.2007       | 1) Un canario anarillo (Serinus canaria)          | 24,5 × 35        | 0,30                |
| 02.04.2007       | 2) Una violeta (género Viola)                     | 24,5 × 35        | 0,42                |
| 02.07.2007       | 1) Un jacinto (Hyacinthus orientalis)             | 24,5 × 35        | 0,30                |
| 02.07.2007       | 2) Un ruiseñor común (Luscinia megarhynchos)      | 24,5 × 35        | 0,30                |
| 01.10.2007       | 1) La alondra Ricotí (Chersophilus duponti)       | 24,5 × 35        | 0,30                |
| 01.10.2007       | 2) La margarita común (Bellis perennis)           | 24,5 × 35        | 0,30                |
| 10.01.2008       | 1) El pito real (Picus viridis)                   | 24,5 × 35        | 0,31                |
| 10.01.2008       | 2) Una camelia blanca (género Camellia)           | 24,5 × 35        | 0,60                |
| 01.04.2008       | 1) El cernícalo común (Falco tinnunculus)         | 24,5 × 35        | 0,31                |
| 01.04.2008       | 2) Un tulipán rojo (género Tulipa)                | 24,5 × 35        | 0,43                |
| 01.07.2008       | 1) El abejaruco común (Merops apiaster)           | 24,5 × 35        | 0,31                |
| 01.07.2008       | 2) Una dalia roja (género Dahlia)                 | 24,5 × 35        | 0,60                |
| 01.10.2008       | 1) El arrendajo (Garrulus glandarius)             | 24,5 × 35        | 0,31                |
| 01.10.2008       | 2) Un narciso amarillo (género Narcissus)         | 24,5 × 35        | 0,31                |
| 20.01.2009       | 1) El carbonero común (Parus major)               | 24,5 × 35        | 0,32                |
| 20.01.2009       | 2) Una hortensia (género Hydrangea)               | 24,5 × 35        | 0,62                |
| 01.04.2009       | 1) Un gladiolo rosa (género Gladiolus)            | 24,5 × 35        | 0,32                |
| 01.04.2009       | 2) El urogallo (Tetrao urogallus)                 | 24,5 × 35        | 0,43                |
| 01.07.2009       | 1) La mariposa Graellsia isabelae                 | 24,5 × 35        | 0,32                |
| 01.07.2009       | 2) Un geranio rosa (Género Geranium)              | 24,5 × 35        | 0,62                |
| 01.10.2009       | 1) Unos pensamientos (familia de las violáceas)   | 24,5 × 35        | 0,32                |
| 01.10.2009       | 2) Una mariposa Hyphoraia dejeani                 | 35 × 24,5        | 0,32                |